# Бактеріофаг T4
Бактеріофаг T4, або фаг T4 — вид бактеріофагів, що паразитує на бактерії Escherichia coli.

## Опис

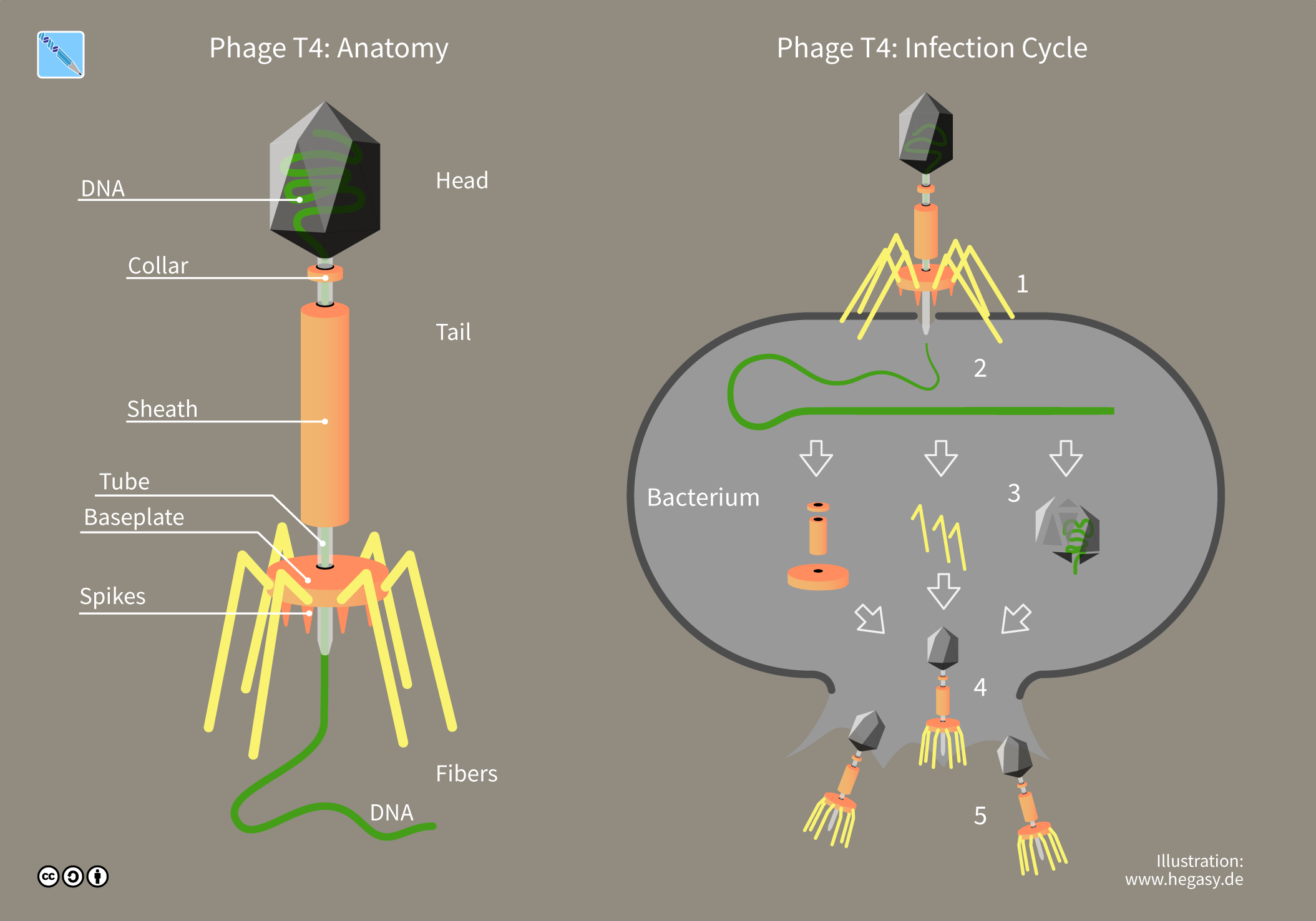
Будова та розвиток бактеріофага

Порівняно великий бактеріофаг: завдовжки до 200 нм, завширшки до 90 нм. Капсид має ікосаедричну форму. Від капсиду відходить хвіст, що має в основі шість коротких відростків, а на кінці базальну пластину та шість довгих відростків. Геном фага Т4 містить 168 903 пари нуклеотидів, що кодують 289 білків. Цікаво, що для функціонування вірусу потрібно лише 69 таких білків. Функції багатьох білків цього вірусу досі не встановлені. Крім білків, ДНК бактеріофага кодує декілька транспортних РНК і коротких регуляторних РНК, які характерні для самостійних організмів, але не поширені серед вірусів.

## Розвиток
Під час інфікування фаг T4 прикріплюється до бактерії-господаря за допомогою фібрилярних ниток (ніжок), що розташовані на базальній пластинці хвоста. Коли бактеріофаг закріплюється на клітинній стінці жертви, хвіст скорочується, а стержень, що знаходиться всередині хвоста, пробиває стінку і впорскує генетичний матеріал із капсиду всередину клітини бактерії. Ззовні від бактеріофага залишається лише пуста білкова оболонка. Після зараження вірус змушує все клітинні структури бактерії працювати на себе. Усі ресурси клітини відтепер витрачаються тільки на розмноження фагової ДНК. Усі білки, що знаходяться в клітині, направляються на утворення нових копій бактеріофага. Численні копії новоствореної фагової ДНК упаковуються в формі багатогранника. Зверху вони покриваються білком, і виникає зріла головка бактеріофага з упакованою усередині ДНК. В іншому місці клітини проходить збірка інших білків, з яких утворюється хвостовий відросток. Врешті, відростки й головки з'єднуються в повноцінних фагів. Коли вичерпано всі ресурси господаря і процес реплікації завершується, клітинна стінка бактерії розривається, вивільняючи 100—150 копій бактеріофага. Весь процес розвитку — від початку інфікування до вивільнення копій, триває близько 30 хв.